# Brandt modèle 27/31
A Brandt modèle 27/31 aknavető a francia hadsereg rendszeresített eszköze volt a második világháború alatt. A fegyvert Edgar Brandt tervezte, licenc alapján több ország is gyártotta.

## Leírás
A Brandt modèle 27/31 egy egyszerű és hatásos fegyver volt, szerkezetileg egy simacsövű fegyvercsőből egy talplemezből (amely a visszarúgás csökkentésére szolgált) és egy könnyűsúlyú villaállványból épült fel. A modèle 27/31 aknavetőt három részegységre lehetett szétszerelni, kezelőszemélyzete pedig három főből állt. Mikor a fegyver vetőcsövébe egy aknát dobtak, az akna alján lévő ütésérzéken gyújtó érintkezésbe került az ütőszeggel a cső alján, ezután berobbant, majd kivetette az aknát a csövön keresztül a cél felé.
Az aknavetőhöz használt aknák súlya 3,25 és 6,9 kilogramm között volt.
A Stokes aknavető mellett ez a típus szolgálta az alapmintát a legtöbb második világháborús aknavetőtervezetre. Franciaország, a Szovjetunió, az Olasz Királyság, Japán és az Amerikai Egyesült Államok is ilyen tervezésű könnyű aknavetőt épített hasonló súllyal, méretekkel és teljesítménnyel. Sokszor a különböző országok által gyártott aknavetők lövedékei is csereszabatosak voltak egymással. A Román Királyság licenc alapján gyártotta az aknavetőt a második világháború előtt és alatt.

## Fordítás
- Ez a szócikk részben vagy egészben  a   Brandt mle 27/31 című angol Wikipédia-szócikk ezen változatának fordításán alapul.  Az eredeti cikk szerkesztőit annak laptörténete sorolja fel. Ez a jelzés csupán a megfogalmazás eredetét és a szerzői jogokat jelzi, nem szolgál a cikkben szereplő információk forrásmegjelöléseként.